# Gaius Memmius Gemellus
Gaius Memmius (onterecht Gemellus, "De Tweelingbroer", genoemd), was een Romeins redenaar en dichter, tribunus plebis (66 v.Chr.) en tevens vriend van Lucretius en Catullus. Hij overleed in 47 v.Chr.

## Leven

### Zijn politieke leven
Reeds in 66, het jaar van zijn volkstribuunschap, verzette hij zit tegen de triomftocht van Lucius Licinius Lucullus - een veteraan van Sulla (!) - na diens veldtocht in Pontus.
Tijdens zijn pretuur in 58 v.Chr. behoorde hij tot de senaatspartij, zoals ook blijkt uit zijn bijdrage in het proces tegen Publius Vatinius. In die hoedanigheid voerde hij tevens oppositie tegen Publius Clodius Pulcher en Julius Caesar. Hij diende zelfs ooit een motie in tegen deze laatste, waardoor alle beslissingen van diens consulaat zouden worden ongedaan gemaakt.
In het begin een hevige aanhanger van Pompeius, kwam hij met deze in conflict, waarop hij overliep naar Caesar, dewelke hij eerder had aangevallen en die hem nu zou steunen in zijn verkiezing tot consul. Ook diens steun verloor hij in 54 v.Chr., het jaar van zijn kandidatuur voor het consulschap, toen een scandaleuze transactie aan het licht kwam waarbij hij en zijn medekandidaat betrokken waren.
Opeenvolgend veroordeeld voor illegale praktijken bij de verkiezing (ambitus), trok hij zich terug te Athene, en nadien, naar Mytilene, waar hij zeker tot 49 v.Chr. verbleef.

### Zijn privéleven
Hij was gehuwd met Cornelia Fausta, de dochter van Lucius Cornelius Sulla, bij wie hij één zoon kreeg, Gaius Memmius (consul suffectus in 34 v.Chr.). Later scheidde hij van haar, waarop ze hertrouwde met Titus Annius Milo. Bovendien stond Memmius bekend als een rokkenjager. Zo probeerde hij een relatie aan te knopen met de echtgenote van Gnaius Pompeius. In 60 v.Chr. verleidde hij, als aedilis curulis, de vrouw van Marcus Terentius Varro Lucullus.

## Memmius in de werken van beroemde schrijvers
Dat hij in het collectieve geheugen zit, heeft hij vooral te danken aan Lucretius, die zijn De rerum natura aan hem opdroeg, mogelijk met het idee om hem te bekeren tot de  doctrines van Epicurus. Uit het werk van Cicero blijkt dat hij een landgoed bezat waarop de ruïnes van Epicurus' huis zich bevonden, en dat hij vastbesloten was juist op deze plek een huis voor zichzelf te laten bouwen.
De Romeinse dichter Catullus overstelpt hem in zijn Carmina 10 en 28 met scheldwoorden, omdat hij zijn ondergeschikten slecht zou behandelen.
Ook Cicero uit zich - zoals eerder vermeld in de tekst - zeer negatief over Memmius. In verband met de intrige rond Lucius Licinius Lucullus noemt hij Memmius een Paris, die niet alleen Menelaüs (Marcus Lucullus) maar ook Agamemnon (Lucius Lucullus) heeft beledigd.
Volgens Ovidius was hij de auteur van erotische gedichten. Hij bezat een behoorlijk retorisch talent, maar zijn minachting voor de Latijnse letteren en voorkeur voor Griekse modellen, vormde een handicap als advocaat.

## Referentie
- W. Smith, art. Memmius (8), in W. Smith (ed.), A Dictionary of Greek and Roman Biography and Mythology, II, Boston, 1867, pp. 1026-1027.